# Hans-Jochen Vogel
Hans-Jochen Vogel (Göttingen, 3 februari 1926 – München, 26 juli 2020) was een Duitse politicus van de Sozialdemokratische Partei Deutschlands (SPD). In zijn lange politieke loopbaan bekleedde hij verschillende hoge functies. Zo was hij onder meer burgemeester van München (1960–1972), bondsminister van Huisvesting en Ruimtelijke Ordening (1972–1974), bondsminister van Justitie (1974–1981) en burgemeester van West-Berlijn (1981). Van 1972 tot 1994 had hij zitting in de Bondsdag. Daarnaast was hij kanselierskandidaat bij de Bondsdagverkiezingen van 1983 en tussen 1987 en 1991 partijvoorzitter van de SPD.

## Jeugd, opleiding en familie
Hans-Jochen Vogel werd in 1926 geboren in Göttingen en volgde onderwijs aan gymnasia in Göttingen en Gießen. Tijdens de Tweede Wereldoorlog was hij als Scharführer lid van de Hitlerjugend. Na het behalen van zijn Abitur meldde hij zich in juli 1943 vrijwillig aan bij de Wehrmacht. Hij streed als onderofficier mee in de Italiaanse Veldtocht, maar raakte er tweemaal gewond en werd eind april 1945 krijgsgevangen genomen door het Amerikaanse leger.
Tijdens de oorlogsjaren was Vogel begonnen aan een studie rechten aan de Ludwig Maximilians-Universiteit in München. Deze studie pakte hij na de oorlog weer op aan de Philipps-Universiteit te Marburg. In 1950 promoveerde hij magna cum laude. Daarna was hij achtereenvolgens werkzaam als assessor bij het ministerie van Justitie van Beieren, districtsrechter in Traunstein en griffier (Justizbeamter) bij de Beierse Staatkanselarij.
Vogel was een toegewijde katholiek. Uit zijn eerste huwelijk (1949–1971) had hij drie kinderen. Van 1972 tot aan zijn dood was hij getrouwd met zijn tweede echtgenote. Zijn jongere broer, Bernhard Vogel, was decennialang een prominent politicus voor de CDU.

## Politieke loopbaan
Vogel sloot zich in 1950 aan bij de sociaaldemocratische SPD. Namens die partij werd hij in 1958 gekozen in de gemeenteraad van München, waar hij benoemd werd tot hoofd van de juridische dienst.

### Burgemeester van München
In 1960 werd Hans-Jochen Vogel op slechts 34-jarige leeftijd verkozen tot burgemeester van München. Onder zijn bestuur werd gewerkt aan een ambitieus stadsontwikkelingsproject, waarbij de Metro en S-Bahn van München werden gerealiseerd en in het centrum een grote voetgangerszone werd aangelegd. Tevens slaagde hij erin de Olympische Zomerspelen van 1972 naar zijn stad te halen. Bij de lokale verkiezingen van 1966 werd hij met 78% van de stemmen overtuigend herkozen.
In 1972 werd Vogel benoemd tot voorzitter van de Beierse SPD en lid van het SPD-presidium. Die functies vond hij niet verenigbaar met zijn burgemeesterschap en daarom trad hij na twaalf jaar af als burgemeester. Twee jaar eerder was hij overigens al lid geworden van het landelijke partijbestuur.

### Bondsminister
In 1972 stapte Vogel over naar de landelijke politiek. Bij de Bondsdagverkiezingen van dat jaar werd hij voor het eerst verkozen tot parlementslid in de Bondsdag en kort nadien werd hij door bondskanselier Willy Brandt gevraagd om minister te worden in de West-Duitse regering. Als minister van Ruimtelijke Ordening, Huisvesting en Stedelijke Ontwikkeling nam hij zitting in het kabinet-Brandt II. Toen in mei 1974 echter een nieuwe regering aantrad onder leiding van Helmut Schmidt, werd Vogel benoemd tot minister van Justitie.
Zijn eerste maanden als bondsminister van Justitie vielen samen met de verkiezingscampagne voor de Beierse Landdagverkiezingen van oktober 1974. Als SPD-leider in Beieren werd Vogel naar voren geschoven om de CSU van de zittende minister-president Alfons Goppel uit te dagen. De SPD kwam uit op 30% van de stemmen (enkele procenten verlies ten opzichte van de voorgaande verkiezingen), terwijl de CSU met 62% haar beste resultaat ooit behaalde. Hoewel Vogel bij de verkiezingen wel werd verkozen in de Beierse Landdag, koos hij ervoor om zijn zetel daar niet in te nemen en minister van Justitie te blijven in de bondsregering. Die functie zou hij nog tot 1981 blijven bekleden, ook in de kabinetten Schmidt II (1976–1980) en Schmidt III (1980–1981).
Als minister van Justitie stond Vogel dag en nacht onder bewaking wegens de ernstige bedreigingen die hij ontving van de Rote Armee Fraktion (RAF). Desondanks was hij binnen de regering van mening dat in geen geval toegegeven moest worden aan de eisen van de terreurorganisatie. Vanwege dit standpunt voelde hij zich medeverantwoordelijk voor de moord op Hanns Martin Schleyer in oktober 1977.

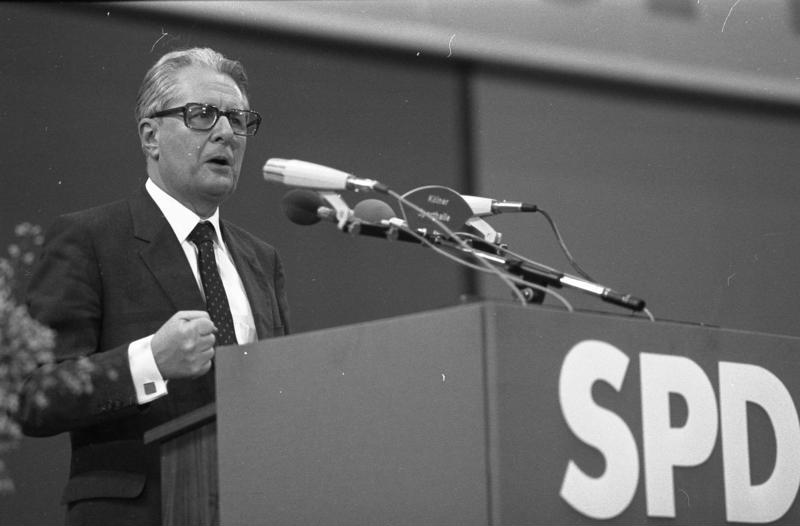
Vogel tijdens de campagne voor de Bondsdagverkiezingen van 1983

### Burgemeester van West-Berlijn
In januari 1981 werd Hans-Jochen Vogel benoemd tot Regierender Bürgermeister van West-Berlijn. Hij werd voor deze functie voorgedragen nadat de vorige burgemeester, Dietrich Stobbe, door een politieke crisis had moeten aftreden. Na zijn ambtsperiode in München werd Vogel zodoende de eerste (en tot op heden enige) politicus die burgemeester is geweest van twee verschillende Duitse grootsteden. Als gevolg van zijn benoeming trad hij af als bondsminister en verliet hij de Bondsdag.
Vogels Senaat was feitelijk een voortzetting van de vorige Senaat onder Stobbe en betrof een coalitie tussen de SPD en de liberale FDP. Direct na zijn aantreden kondigde Vogel vervroegde verkiezingen aan, die in mei 1981 werden gehouden. Ondanks zijn politieke ervarenheid kon hij niet voorkomen dat de SPD een gevoelige nederlaag leed: de partij behaalde voor het eerst minder dan 40% van de stemmen in West-Berlijn en belandde er na 26 jaar regeren weer in de oppositie. De verkiezingen werden gewonnen door de CDU van Richard von Weizsäcker, die korte tijd later de nieuwe burgemeester werd. Vogel, die het burgemeestersambt nog geen vijf maanden bekleed had, nam hierop zitting in het Huis van Afgevaardigden van West-Berlijn. Na de Bondsdagverkiezingen van 1983 gaf hij die zetel echter weer op en keerde hij terug naar de Bondsdag in Bonn.

### Kanselierskandidaat

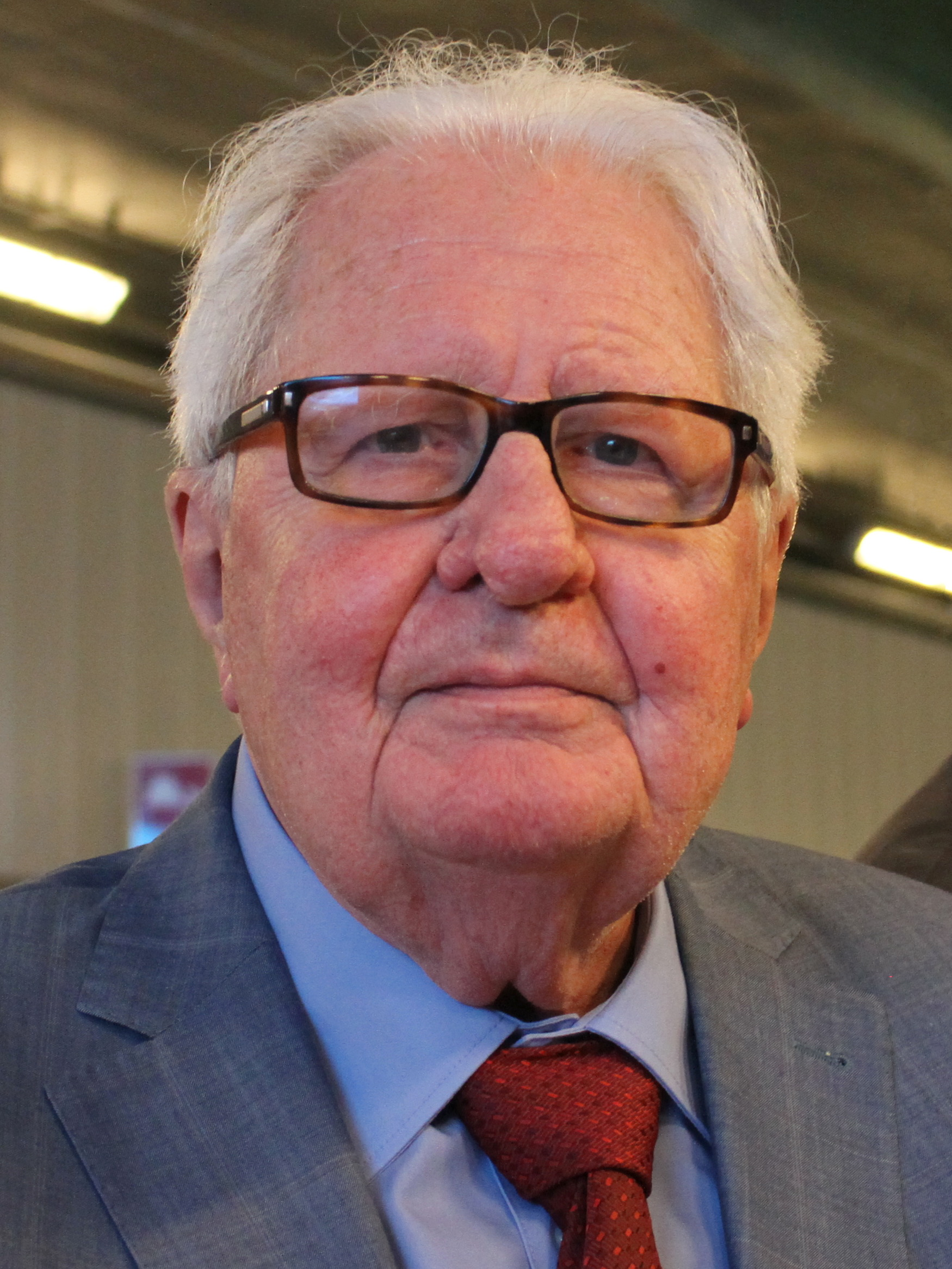
Vogel in 2015

Nadat het tijdperk-Helmut Schmidt ten einde was gekomen, werd Vogel door zijn partijgenoten naar voren geschoven om de SPD te leiden bij de Bondsdagverkiezingen van 1983. Als kanselierskandidaat nam hij het op tegen de zittende bondskanselier Helmut Kohl (Union), die enkele maanden eerder was aangetreden. Terwijl Vogel zich tijdens de campagne vooral probeerde te profileren rond thema's als de arbeidsmarkt, heerste binnen de SPD diepe interne verdeeldheid inzake het herbewapeningsdebat. De partij kreeg uiteindelijk 38,2% van de stemmen en leed een duidelijke nederlaag, die overigens ook te wijten was aan de succesvolle opkomst van Die Grünen. De SPD bleef veroordeeld tot de oppositie. Vogel werd, als opvolger van Herbert Wehner, aangewezen als SPD-fractieleider en oppositieleider in de Bondsdag en bleef dit tot 1991.

### Partijleider
In 1987 trad Willy Brandt na 23 jaar af als voorzitter van de SPD en moesten de sociaaldemocraten op zoek naar een opvolger. Partijkopstukken als Oskar Lafontaine en Johannes Rau stelden zich tegen de verwachting in niet verkiesbaar, waarna de functie op het partijcongres in handen kwam van Hans-Jochen Vogel. Onder Vogels leiderschap werd binnen de SPD onder meer een vrouwenquotum ingevoerd en in de aanloop naar de Duitse hereniging in 1990 verenigde de SPD zich met de Oost-Duitse Sozialdemokratische Partei. In 1991 gaf hij het partijleiderschap door aan Björn Engholm.
Vogel nam in 1994 afscheid van de Bondsdag, nadat hij zich bij de verkiezingen van dat jaar niet meer verkiesbaar had gesteld. Hij concentreerde zich nadien op zijn voorzitterschap van Gegen Vergessen – Für Demokratie, een onafhankelijke organisatie die hij in 1993 mede had opgericht ter bevordering van tolerantie en democratie. Verder was hij curator van verschillende stichtingen en erevoorzitter van de Socialistische Internationale.
In 2020 overleed Vogel op 94-jarige leeftijd. Hij leed aan de ziekte van Parkinson.